# Ernle Chatfield
Alfred Ernle Montacute Chatfield, 1er baron Chatfield, dit Ernle Chatfield, né le 27 septembre 1873 à Southsea et mort le 15 novembre 1967 dans le village de Farnham Common dans le Buckinghamshire, est un militaire britannique, fait ministre de la Coordination de la Défense peu avant la Seconde Guerre mondiale.

## Biographie
Il est le quatrième des sept enfants, et le premier des deux fils, de l'amiral Alfred Chatfield, vétéran de la guerre de Crimée. Scolarisé dans le Pembrokeshire au pays de Galles, il suit une formation de la Royal Navy de 1886 à 1888, et en sort avec le grade de midshipman. Il gravit les échelons au cours des années qui suivent, et en 1909 il est promu capitaine. Cette même année, il épouse Lillian Matthews, fille de militaire, dont il aura deux filles puis un fils. En 1911 il est fait commandant du RMS Medina, pour emmener le nouveau roi George V aux durbars de Delhi,.
Durant la Première Guerre mondiale, il participe à la bataille de Heligoland, à la bataille du Dogger Bank et à la bataille du Jutland, où il commande le croiseur HMS Lion. En 1916 il est fait compagnon de l'ordre du Bain et compagnon de l'ordre de Saint-Michel et Saint-Georges. En 1919 il est fait chevalier commandeur de ce même ordre, et quatrième Lord de l'Amirauté. En 1921-1922 il représente la Royal Navy à la Conférence navale de Washington, après quoi il est fait chevalier commandeur de l'ordre du Bain,.
Troisième Lord de l'Amirauté de 1925 à 1928, et donc responsable du procurement et du matériel pour la Marine, il est promu vice-amiral en 1926. De 1929 à 1930 il est commandant-en-chef de la Flotte de l'Atlantique. Promu amiral en 1930, il est commandant-en-chef de la Flotte méditerranéenne de 1930 à 1932. De 1933 à 1938 il est le Premier Lord de l'Amirauté, chef d'état-major de la Marine. En 1934 il est fait chevalier grand-croix de l'ordre du Bain,.
En 1935 il est promu amiral de la flotte, le plus haut grade de la Marine. En 1937 il est anobli, fait baron Chatfield de Ditchling de la pairie du Royaume-Uni, ce qui lui donne droit à un siège à la Chambre des lords. N'étant membre d'aucun parti politique, il y siège sans étiquette. En février 1939 il est nommé ministre de la Coordination de la Défense dans le gouvernement conservateur du Premier ministre Neville Chamberlain, alors que le gouvernement prépare le pays à l'éventualité d'une guerre contre l'Allemagne nazie. Le baron Chatfield recommande une alliance militaire avec l'Union soviétique. Il note qu'une aide soviétique durant la guerre à venir serait « d'une valeur considérable », et qu'il est important de ne pas prendre le risque de voir l'URSS s'allier à l'Allemagne. Le gouvernement rejette toutefois cette recommandation, estimant qu'une alliance avec un État bolchévique n'est politiquement pas concevable,,.
Membre du cabinet de guerre après l'entame de la Seconde Guerre mondiale, Ernle Chatfield démissionne du gouvernement en avril 1940 et prend sa retraite dans sa maison du Buckinghamshire, dans le sud-est de l'Angleterre. Il meurt à son domicile en 1967. Son fils, également prénommé Ernle, hérite de son titre de baron et de son siège à la Chambre des lords,.

## Distinctions
- Ordre du Bain